# La Mer
La mer, trois esquisses symphoniques pour orchestre (La mar, tres esbossos simfònics per a orquestra), o simplement La Mer (i.e. La mar), és una composició musical per a orquestra del compositor francès Claude Debussy. Va iniciar-ne la composició l'estiu del 1903 a França i la va concloure el març del 1905 a la costa d'Eastbourne, enfront del Canal de la Mànega. Va ser estrenada per l'Orquestra Lamoureux sota la direcció de Camille Chevillard el 15 d'octubre de 1905, a París. L'acollida inicial va ser freda - en part degut a uns assajos inadequats i en part degut a l'escàndol que havia provocat el compositor en abandonar la seua muller per la cantant Emma Bardac. No obstant aviat va esdevenir una de les obres orquestrals de Debussy més admirades i més freqüentment interpretades, un prestigi que va anar creixent al llarg del Segle XX. El primer enregistrament va ser fet per Piero Coppola l'any 1928.

## Orquestració
La partitura està orquestrada per a flautes, flautí, 2 oboès, corn anglès, 2 clarinets, 3 fagots, contrafagot, 4 trompes, 3 trompetes, 2 cornetes, 3 trombons, tuba, timbals, bombo, triangle, gong, glockenspiel, plats, 2 arpes i instruments de corda.

## Estructura
La durada mitjana de la peça oscil·la entre els 23 i els 24 minuts. És en tres moviments:
1. (~09:00) "De l'aube à midi sur la mer" - très lent (si mineur)
2. (~06:30) "Jeux de vagues" - allegro (do dièse mineur)
3. (~08:00) "Dialogue du vent et de la mer" - animé et tumultueux (do dièse mineur)

Traducció:
1. "De l'alba al migdia al mar" - molt lent (si menor)
2. "Jocs d'ones" - allegro (do sostingut menor)
3. "Diàleg del vent i la mar" - animat i tumultuós (do sostingut menor)

## Comentari
Avui dia, hom considera àmpliament La Mer com una de les més importants obres orquestrals del segle xx. És una obra mestra de la suggestió i la subtilitat en la seua rica descripció de l'oceà, que combina una inusual orquestració amb encisadores harmonies impressionistes.
Debussy va anomenar La Mer "tres esbossos simfònics," evitant el més compromès títol de simfonia. No obstant això, de vegades l'obra s'ha denominat "simfonia" en consistir en dos moviments extrems més densos i un moviment central més lleuger i ràpid que funciona com una mena de scherzo. Jean Barraque descriu La Mer com la primera obra que té una forma «oberta» - un esdevenir sonor o « successió sonora... un procés de desplegament en el qual les nombroses nocions d'exposició i desenvolupament coexisteixen en un esclat ininterromput ». Simon Tresize indica, això no obstant, que « els motius es propaguen constantment per derivació dels motius inicials ».
Simon Trezise també indica que « en gran manera, en La Mer, Debussy ignora els elements que de manera més òbvia s'associen amb la mar, el vent i la tempesta, en favor del seu propi i molt personal vocabulari ». Caroline Potter afegeix que la descripció que Debussy fa de la mar « evita la monotonia a través de l'ús de multitud de representacions de l'aigua que podrien ser classificades com onomatopeies musicals: aquestes evoquen la sensació del sacseig de le ones i suggereixen el clapoteig de les petites gotes d'aerosol en caure », i — significativament — evita les tríades arpegiades usades per Wagner i Schubert per a evocar el moviment de l'aigua.
L'escriptor, musicòleg i pianista Roy Howatt ha observat, que els límits formals de La Mer corresponen exactament als ratios matemàtics anomenats Secció àuria. Trezise troba «remarcable» la intrínseca evidència d'aquest fet, però alerta que no hi ha proves escrites ni cap mena de referència que assegure que Debussy cercara conscientment aquesta proporció.

## Opinions
En un llibre d'entrevistes, el gran pianista ucrainès/ soviètic Sviatoslav Richter va dir de La mer: « Una peça que jo situe al costat de La Passió segons Sant Mateu i L'anell del nibelung com una de les meues favorites ». Richter digué posteriorment, escoltant-ne el seu enregistrament preferit (per Roger Désormière), « La mer de nou; Podré alguna vegada cansar-me d'escoltar-la, de contemplar i respirar la seua atmosfera? Si cada vegada és com la primera! Un enigma, un miracle de reproducció natural; no, fins i tot més que això, pura màgia! ».
Richter també esmentava dos altres admiradors soviètics de l'obra: « Un dia, després d'escoltar aquesta obra, Anna Ivanovna exclamà, 'Per a mi, és exactament el mateix miracle que la mateixa mar!' ». Richter també digué que per al seu mestre, el llegendari Heinrich Neuhaus, La mer era « l'obra de Debussy que estimava der damunt de totes les altres ('Slava, posa'm La mer,' solia dir gairebé sempre que venia a visitar-me.) ».
De l'enregistrament de Desormière, fet per a Neuhaus, Richter va dir que es tractava de « El més bell en tota la història de la fonografia. ».
L'any 1991, el compositor japonès Tōru Takemitsu va basar una obra seua, Quotation of Dream: Say Sea, Take Me! en un tema de La mer. (Takemitsu va dir, « Jo sóc autodidacta, però considere Debussy el meu primer mestre! »)
L'any 2002, el compositor noruec Geir Jenssen (àlies Biosphere) va basar el seu àlbum Shenzhou en mostres de so de La Mer.